# زنیان رومی
زنیان رومی، اجوان یا نانخواه (نام علمی: Trachyspermum ammi) گونه‌ای زنیان به شکل گیاهی یک‌ساله به ارتفاع ۲۰ تا ۵۰ سانتی‌متر و معطر و با برگ‌های ۲ تا ۳ بار شانه‌ای و گل‌های سفید و گل‌آذین چتری و میوه‌هایی به طول ۲ میلی‌متر است.
واژه اژغون در ذیل فرهنگ‌های فارسی (رواقی ۱۳۸۱، ص ۱۸۳) به نقل از مهذب الاسماء و ترجمه نانخواه، به معنی سیاه دانه ضبط شده‌است
این گیاه، در زبان لاتین با نام اجوین (Ajwain) شناخته می‌شود که براساس ملاحظات زبان‌شناسی با تلفظ سیستانی آن یعنی اجغو همتراز و همریشه می‌باشد.
گیاه زنیان از تیره چتریان جزو پیشرفته‌ترین گیاهان گلدار نهان‌دانه اولیه، علفی، یک ساله، بی‌کرک، ساقه افراشته، چتر با تعداد ۸–۶ انشعاب است. برگ‌هایی با پهنک منقسم، بریدگی زیاد و نازک، با گل‌های سفید به صورت چتر مرکب، میوه کوچک و بیضوی است (نجفی، ۱۳۹۰).
دامنه انتشار، محل رویش این گیاه در ایران، استان‌های سیستان و بلوچستان، آذربایجان، اصفهان، خوزستان، یزد، فارس، کرمان، کوهستان‌های ایلام و خراسان است. این گیاه در نواحی مختلف اروپای مرکزی، هندوستان و مصر نیز می‌روید (امین، ۱۳۸۳، میرزاوند، ۱۳۷۱).
اسانس روغنی این گیاه دارای اثرات آنتی‌بیوتیکی علیه بعضی از باکتری‌های بیماری‌زا است (آرورا و کاور، ۲۰۰۷).
در طب سنتی، از زنیان به عنوان ضد نفخ، خلط‌آور، کاهش دهندهٔ کلسترول خون، اشتهاآور، از بین برنده بوی بد دهان، مسکن دردهای روماتیسمی و رفع ناراحتی‌های گوارشی استفاده می‌شود (زرگری، ۱۳۸۳). این گیاه بواسطه داشتن مقدار قابل توجهی اسانس در دانه، در صنایع داروسازی، بهداشتی یا به عنوان ادویه و نگهدارنده مواد غذایی ترشی‌جات، بیسکویت و مواد خوراکی دیگر به کار می‌رود. همچنین از آن به عنوان ضدقارچ پوستی و ضد نزله تنفسی می‌توان استفاده کرد و درمان امراض ریه و ضد سرماخوردگی، ضد تب و ضد یبوست است. برای بیماری‌های عصبی نیز مفید محسوب می‌شود. این گیاه بومی آسیا و ایران می‌باشد که ترکیبات عمده و مهم اسانس آن تیمول، گاماترپین و پاراسیمن می‌باشند (ناگالاکشمی و همکاران، ۲۰۰۰).
گیاه اجغون یکی از مهم‌ترین گیاهان دارویی منطقه بیرجند محسوب می‌شود که کشاورزان به تدریج نسبت به کشت آن رجوع کرده‌اند و سطح زیر کشت آن در حال زیاد شدن است.